# Stratiodrilus tasmanica
Stratiodrilus tasmanica är en ringmaskart som beskrevs av William Aitcheson Haswell 1900. Stratiodrilus tasmanica ingår i släktet Stratiodrilus och familjen Histriobdellidae. Inga underarter finns listade i Catalogue of Life.